# Kjeld Larsen
Kjeld Larsen (født 28. januar 1945) var en dansk professionel bokser i bantamvægt. 
Kjeld Larsen debuterede som professionel den 5. januar 1964 i Aalborg Hallen mod Jean Gueant, der ved den lejlighed boksede sin eneste professionelle kamp. Kjeld Larsen vandt på point efter 4 omgange. Kjeld Larsen tabte sin tredje professionelle kamp på point til franskmanden Marcel Chretien, hvis rekordliste inden kampen lød på én sejr i 14 professionelle kampe. 
Den 14. maj 1965 boksede Kjeld Larsen sin første kamp uden for Danmark, da han i Stockholm mødte den svenske bantamvægter Jan Persson, der med et hårdt venstre hook slog Larsen ud i 1. omgang. Med 3 nederlag i 6 kampe tog Kjeld Larsen en pause i karrieren, inden han den 2. marts 1967 gjorde comeback i fjervægt mod tyskeren Werner Schreifels, hvis væsentligste kvalitet var evnen til at holde sig på benene kampen igennem. Kjeld Larsen vandt på point efter 6 omgange, men opgav herefter karrieren. 
Kjeld Larsen opnåede 7 professionelle kampe, vandt de 4 (ingen før tid) og tabte 3 (1 før tid).